# Джоплин, Дженис
Дже́нис Лин Джо́плин (англ. Janis Lyn Joplin; 19 января 1943, Порт-Артур, Техас — 4 октября 1970, Лос-Анджелес, Калифорния) — американская рок-певица, выступавшая сначала в составе Big Brother and the Holding Company, затем в Kozmic Blues Band и Full Tilt Boogie Band. Джоплин, выпустившая лишь четыре студийных альбома (один из которых — посмертный релиз), считается лучшей белой исполнительницей блюза и одной из величайших вокалисток в истории рок-музыки.
В 1995 году Дженис Джоплин была посмертно введена в Зал славы рок-н-ролла; в 2005 году — удостоена «Grammy Lifetime Achievement Award» за выдающиеся достижения; в 2013 году — получила звезду на Голливудской «Аллее славы». Джоплин занимает 46-е место в списке «50 величайших исполнителей всех времён» журнала Rolling Stone (2004) и 28-е в списке «100 величайших певцов и певиц всех времён» (того же журнала).

## Биография

### Детство и семья
Дженис Лин Джоплин родилась 19 января 1943 года в Порт-Артуре, Техас, в семье Сета Джоплина, служащего компании Teксакo. Любовь к музыке передалась ей от родителей. Мать Дороти, выступавшая в мюзиклах на студенческой сцене, отвергла предложение начать профессиональную карьеру; вместо этого по окончании колледжа она приехала в Амарилло, Техас, получила работу на местной радиостанции и там познакомилась со своим будущим мужем. Супружеская пара переехала в Порт-Артур, где Сет получил работу на очистительной установке компании Texaco.
Как рассказывали позже брат и сестра Дженис, Майкл и Лора, Джоплин-старший был «скрытым интеллектуалом»: читал Данте, слушал не country & western, как было принято в Южном Техасе, а классическую музыку (чаще — оперу); при этом, по словам Лоры, учил детей «задаваться вопросами об истинных причинах вещей». Родители не навязывали детям своих музыкальных пристрастий, но мать нередко демонстрировала им свою технику вокала. Эти уроки пения проходили в самой будничной обстановке. «По субботам, когда мы начинали уборку в доме, мама на полную громкость ставила пластинки с записями бродвейских мюзиклов, и мы все втроём — она, я и Дженис — работали, распевая во весь голос», — вспоминала Лора Джоплин.
Сестра рассказывала, что Дженис в детстве была «сообразительной, не по годам развитой улыбающейся девочкой, всем своим видом и поведением очаровывавшей людей». Страсть к творчеству проявилась у неё с детства: это началось с живописи, причём в сюжетах преобладали библейские темы. Бо́льшую часть свободного времени Дженис проводила в церкви или в местной библиотеке. При этом она с удовольствием вызывалась участвовать во всевозможных благотворительных мероприятиях. Отец и мать, по воспоминаниям Лоры, были очень довольны тем, что Дженис с ранних лет стала проявлять самостоятельность и независимость.

В школе Томаса Джефферсона (англ. Thomas Jefferson High School, Порт-Артур) Дженис была примерной ученицей и поначалу соответствовала нормам общественных ожиданий. Однако подруг у неё не было: она общалась исключительно с парнями. По словам Лоры, вскоре стало ясно, что Дженис в интеллектуальном отношении намного превосходит сверстников. Кроме того, она всегда откровенно высказывала всё, что думает, а поскольку (по собственному выражению) «не ненавидела ниггеров», тут же стала изгоем в школе, где — задолго до появления Мартина Лютера Кинга — расистские взгляды считались нормой. Позднее отец рассказывал:
Она большей частью общалась сама с собой. В школе ей приходилось трудно. Она упрямо старалась выделяться одеждой и поведением, и за это её там очень невзлюбили. Не было ни одного человека, с кем она могла бы найти хоть что-то общее, хоть о чём-то поговорить. Она была одной из первых представительниц революционной молодёжи в Порт-Артуре, каковых сейчас там множество.Оригинальный текст (англ.)She mostly kept to herself. She had a pretty rough time of it in high school. She insisted on dressing and acting differently and they hated her for it. There were no people she could relate to, talk to. As far as Port Arthur was concerned, she was one of the first revolutionary youth. There's lots of them now.Сет Джоплин. International Times. 1972
Поскольку в Порт-Артуре школа в то время была единственной, оказаться отверженной в ней означало стать «изгоем города». Но постепенно у Дженис стали появляться друзья вне школьной среды: она вошла в полуподпольный кружок молодёжи, увлекавшейся новой литературой, поэзией бит-поколения, блюз- и фолк-музыкой, радикальными видами современного искусства. Один из них, футболист по имени Грант Лайонс, познакомил Дженис с творчеством Ледбелли, сделав её на всю жизнь страстной поклонницей блюза. Вскоре она начала и сама петь блюз, поначалу — втайне от окружающих.
Принято считать, что психологические проблемы (связанные, в основном, с лишним весом) начались у Дженис в подростковом возрасте: она тяжело переживала издевательства сверстников (в городе, где была, как позже вспоминала, «чужой среди тупых») и страдала от ненависти к себе и окружающему миру. В эти годы сформировался взрывной характер Дженис Джоплин, отчасти «стилизованный» под влиянием блюзовых исполнительниц (Бесси Смит, Биг Мама Торнтон, Одетта), а также поэтов-битников.

#### Поездки в Луизиану
Для подростков так называемого «золотого треугольника» восточного Техаса (Бомонт, Порт-Артур и Ориндж) Луизиана выглядела «землёй обетованной вина и блюза»; здешняя сцена (Слим Харпо, Клифтон Шенье, Томми Маклейн, Род Бернард, Dale & Grace) в корне отличалась от городского южного блюза, столицей которого был Хьюстон. Границей, за которой начиналось царство «swamp-блюза», считалось «Шоссе 90»; здесь располагались придорожные клубы Big Oaks, Buster’s, Stateline, популярные и среди техасцев. Для подростков тайные «нарушения границы» служили своего рода «ритуалом посвящения»; Дженис прошла его в очень ранней юности, поскольку общалась с самыми отчаянными парнями, которые считали её «своей девчонкой».
Именно в Луизиане Дженис впервые спела блюз и — поразила слушателей, идеально скопировав вокальный стиль Одетты. Выходя время от времени на сцену в том или ином придорожном клубе, она очень быстро стала приобретать навыки профессиональной блюзовой исполнительницы. Дженис не знала нотной грамоты, но (как отмечал биограф Ричард Б. Хьюз) обладала уникальной восприимчивостью: это позволяло ей впитывать фразеологию, ритмичность, эмоциональный спектр блюза до мельчайших нюансов. Жёсткий луизианский блюз стал идеальным фоном для развития местной контркультуры, наложившись на подростковый интерес к философии битников. Уже к моменту окончания школы Томаса Джефферсона в 1960 году Дженис Джоплин обладала глубокими познаниями в музыке и преисполнилась решимости развить их до предела.
В 1960 году Дженис поступила в Университет Ламар (Бомонт, Техас). «Поначалу она произвела на меня отталкивающее впечатление своей резкостью. Позже, узнав Дженис поближе, я поняла, что за агрессивностью кроется чувствительная и ранимая натура. Я слышала все эти истории о том, как её притесняли в школе. Могу сказать одно: Дженис не оставалась в долгу: обидчикам она платила той же монетой», — вспоминала однокурсница Франсис Винсент.

#### Сценический дебют
Лето 1960 года Дженис провела в Венеции (районе Лос-Анджелеса) среди битников, а осенью вернулась в Техас. Как вспоминал Джон Лэнгдон, один из друзей её юности, влияние на Дженис и компанию битники оказали не столько своей поэзией, сколько стилем жизни. 31 декабря 1961 года в бомонтском клубе Halfway House состоялся сценический дебют Джоплин, а в январе 1962 года её уже видели на сцене клуба Purple Onion в Хьюстоне.
С этих пор Дженис Джоплин начала регулярно выступать на университетской сцене, демонстрируя выразительный вокал с трёхоктавным рабочим диапазоном. Её первой собственной песней, записанной на плёнку, был блюз «What Good Can Drinking Do», оформленный в манере Бесси Смит. «Дженис находилась под впечатлением водевильного блюза 20-х годов и отождествляла себя с его звёздами. Именно этот вид сверхвыразительного соул-блюза позволил ей услышать свой собственный внутренний голос, понять глубины своей души», — утверждала рок-критик Люси О’Брайен.
Летом 1962 года Джоплин совершила свой первый официальный визит в Винтон, штат Луизиана, где (в отличие от Техаса) алкоголь отпускали и несовершеннолетним, а в клубах играли не кантри, а рок-н-ролл и блюз. Такая музыка звучала и в негритянских ночных клубах Порт-Артура, но (как вспоминала Лора Джоплин) «белые девочки туда не ходили, да их появление там и не приветствовалось. В Порт-Артуре сохранялась сегрегация вплоть до 1967 года».
В июле того же года Джоплин поступила в Техасский университет в Остине. Уже спустя месяц упоминание о ней попало на страницы местной прессы. «Она ходит босиком, когда вздумается, приходит в класс в Levi’s, потому что так удобнее, и носит с собой повсюду цитру на случай, если вдруг захочется что-то спеть: тогда инструмент пригодится. Её зовут Дженис Джоплин», — писала университетская газета 27 июля 1962 года под заголовком: «Она смеет быть непохожей».
Тем же летом Дженис Джоплин и её приятель Джек Смит выехали из Порт-Артура и направились в Остин, где поселились в многоквартирной обители фолкеров и битников, известной как Ghetto. Осенью Дженис начала выступать с местной блюграсс-группой Waller Creek Boys, где играл Р. Пауэлл Сент-Джон; третьим участником ансамбля был бас-гитарист Ларри Уиггинс. Трио играло в доме местных профсоюзов по воскресеньям, а также в баре Тредгилла Bar & Grill (по вечерам в среду), исполняя песни Ледбелли, Бесси Смит, Джина Ричи, Рози Мэддокс, а также стандарты блюграсса. В это время Дженис уже всерьёз увлеклась «травой», в больших дозах принимала алкоголь и препарат секонал.
Принято считать, что именно здесь, под воздействием алкоголя, в голосе Джоплин появилась хрипота, которая затем разрослась и сделала её знаменитой. Однако, по словам Люси О’Брайен, «…Дженис обладала одновременно двумя совершенно разными голосами: чистым ярким сопрано и мощным блюзовым хрипом. Некоторое время она колебалась, не зная, какому отдать предпочтение, а потом сделала выбор в пользу второго из них».

#### Переезд в Сан-Франциско
Дженис Джоплин порвала со студенческой средой в январе 1963 года после того, как одна из университетских газет (зло пошутив) присвоила ей титул «самого страшного из парней». Как раз в это время Чет Хелмс, старый приятель по Остину, вернулся из Сан-Франциско с рассказами о местной пост-битниковской сцене. 23 января 1963 года оба на попутных машинах выехали из студенческого городка, а уже два дня спустя Дженис Джоплин выступила на сцене кофейни North Beach, после чего прошлась со шляпой в руке среди столиков, собирая мелочь «на пиво». Двумя другими постоянными местами выступлений стали для неё Coffee Confusion и Coffee Gallery. Дженис пела поначалу акапелла, вскоре ей начал аккомпанировать Йорма Кауконен (позже — гитарист Jefferson Airplane); дуэтом они начали выступать в кофейнях, таких как Coffee & Confusion. В числе исполнителей, выходивших с ней на сцену, были блюзмены Роджер Перкинс и Ларри Хэнкс.

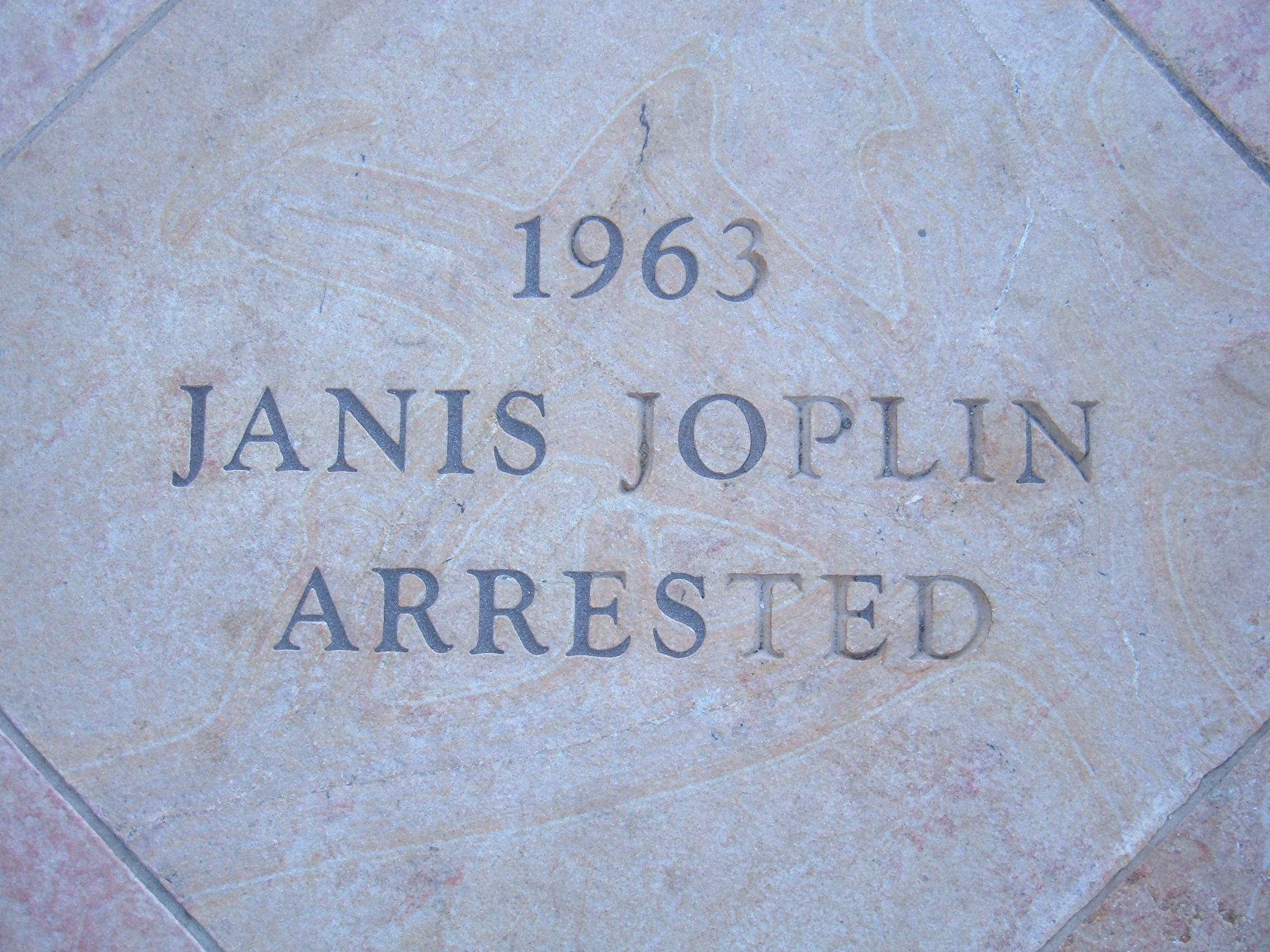
«Мемориальная доска» в Беркли, на перекрёстке Шеттак-авеню и Эддисон-стрит, в память об аресте здесь Дженис Джоплин

Среди новых друзей Дженис появились Дэвид Кросби, Ник Гравенитес, а также Питер Албин (в это время игравший «прогрессив блюграсс» с Джей Пи Пикенсом) и Джим Гёрли (оба в будущем — участники Big Brother & the Holding Company). По воспоминаниям очевидцев, Дженис вела себя на сцене очень раскованно и пела оглушающе. «Чет (Хелмс) однажды привёл меня в Coffee Gallery, чтобы я послушала её голос. Она пела под аккомпанемент одной электрической гитары, но так громко, что мне пришлось выйти из зала и слушать её на тротуаре», — вспоминала Лурия Кастелл.
Первую половину 1963 года Дженис провела, перебиваясь мелкими заработками. Летом она выступила на фолк-фестивале в Монтерее, к этому времени успев попасть в мотоциклетную аварию, ввязаться в уличную драку и побывать в тюрьме за мелкую кражу. Осенью 1963 года Дженис впервые выступила на радио, в прямом эфире сан-францисской радиостанции KPFA исполнив «Midnight Special» под аккомпанемент Рона «Пигпена» Маккернана, будущего участника группы Grateful Dead.

#### Первые записи
В 1964 году Дженис Джоплин некоторое время провела в нью-йоркском Нижнем Ист-сайде; здесь большую часть времени она проводила за чтением Гессе и Ницше, изредка выходя на сцену клуба Slug’s.
По возвращении в Сан-Франциско 25 июня 1964 года с Йормой Кауконеном она записала шесть блюзовых стандартов («Trouble In Mind», «Kansas City Blues», «Hesitation Blues», «Nobody Knows You When You’re Down and Out», «Daddy, Daddy, Daddy» и «Long Black Train Blues»), позже выпущенные бутлегом под заголовком The Typewriter Tape. В качестве перкуссии здесь использовалась печатная машинка, на которой выстукивала ритм Маргарита Кауконен.
В это время Дженис уже регулярно принимала наркотики: кристаллический метедрин, временами героин, с помощью которых пыталась избавиться от депрессии и лишнего веса. Весной 1965 года друзья, обеспокоенные её истощённым видом, уговорили Дженис вернуться к родителям в Порт-Артур. Сестра Лора рассказывала, что и сама Дженис была всем, что происходило с ней, «напугана до смерти». Она приехала испуганной и подавленной; стыдилась себя и никогда не показывалась перед матерью в одежде с короткими рукавами, чтобы та не увидела следов от шприцев. «Впервые в жизни она стала вдруг прислушиваться к тому, что говорят ей родители», — вспоминала сестра. Дженис обращалась к психологу, твёрдо решила продолжить образование и вообще, «зажить той жизнью, которую прочили ей родители».
В 1965 году Джоплин поступила на факультет социологии в Ламарском технологическом университете (Бомонт, Техас), где проучилась год, время от времени выезжая в Остин для концертных выступлений. При этом она вела сдержанный и консервативный образ жизни. Как вспоминал её давний друг, фолк-певец Боб Нойвирт, Дженис вернулась в Сан-Франциско изменившейся: «Она производила впечатление молодой женщины, которая твёрдо решила начать новую жизнь».

#### Big Brother & the Holding Company
Тем временем в Сан-Франциско образовалась новая группа Big Brother & the Holding Company. Чет Хелмс, знавший одного из музыкантов по коммуне Family Dog, подписал с группой контракт и стал её менеджером. Успех двух местных групп — Jefferson Airplane (тогда ещё — с Сигни Андерсон) и The Great Society (с Грэйс Слик) — заставил его вспомнить о своей давней знакомой. Он направил общего приятеля Трэвиса Риверса в Техас исключительно с целью — вывезти оттуда Дженис Джоплин, которая незадолго до этого уже рассматривала возможность войти в состав рок-группы — речь шла о 13th Floor Elevators.

4 июня певица прибыла в Сан-Франциско. Хелмс утверждал, что «…Питер и Джим замахали руками: нет, что ты, мы видели её в Coffee Gallery, она ненормальная». Хелмс не стал настаивать, но, по его словам, «певицы более уравновешенной не нашлось, так что я предложил коллегам снова выйти на тот же след». У Дженис, в свою очередь, были сомнения: она прекратила принимать наркотики и очень боялась подсесть на них снова. «Я сделал всё, чтобы убедить её в том, что музыканты очистились от тяжёлых наркотиков… ну, а ЛСД — это же совсем другое дело», — говорил Чет Хелмс. В июне 1966 года Дженис писала домой родителям: 
Сняла комнату: очень милое место, есть кухня и гостиная, даже утюг и гладильная доска… Всё ещё работаем с Big Brother & the Holding Co.: это действительно интересно… Репетируем каждый вечер в гараже их приятеля-художника; люди заходят, слушают, похоже, всем очень нравится моё пение… Вот вам ещё несколько странных названий в коллекцию: The Grateful Dead, The Love, Jefferson Airplane, Quicksilver Messenger Service… Невероятно, правда? У меня всё в порядке, не волнуйтесь. Ни похудела, ни поправилась, и с головой всё в порядке. Подумываю, не вернуться ли в институт, так что пока меня не сбрасывайте со счетов!
10 июня 1966 года состоялось первое выступление нового состава группы в клубе «Авалон». Дженис спела здесь две песни, бо́льшую часть концерта просидев на динамике с тамбурином. Месяц спустя с музыкантами, их жёнами и подругами она поселилась в особняке, располагавшемся в долине Сан-Джеронимо. В эти дни Джоплин почти не принимала наркотиков: по настоянию клавишника (и близкого друга в то время) Стивена Райдера она заключила с коллегой по группе Дэвидом Гетцем договор о том, чтобы в квартире, которую они снимали на двоих, шприцы объявить вне закона. Всё это время она подробно описывала свои начинания в письмах родителям. «…Сейчас моя позиция двойственна. Перспектива стать второсортной Шер ничуть меня не прельщает. Но уверена, что это классный шанс, и уж его-то я не упущу», — так, по воспоминаниям сестры, писала Дженис о начале работы с рок-группой. В эти дни, как вспоминал позже Сэм Эндрю, она «была умна, решительна и обладала удивительным для провинциалки чувством собственного достоинства».
С появлением Джоплин стиль Big Brother & the Holding Company изменился: группа заиграла динамичный синтез поп-психоделии и блюза, сохранив верность импровизационному стилю исполнения. Джоплин привнесла в репертуар ансамбля новые песни: «Women Is Losers» и «Maybe»; с Альбином они стали петь дуэтом «Let The Good Times Roll» и «High Heel Sneakers». «Мы не бесстрастные профессионалы, мы эмоциональны и неряшливы», — говорила она. Как вспоминал Албин, группе всё-таки пришлось убавить громкость: связки певицы не могли справиться с таким уровнем шума.

Дарование новой вокалистки и её артистическая харизма вывели группу в число лидеров сан-францисской сцены. Не являясь сверхискушёнными музыкантами, участники Big Brother были (по словам Сэма Эндрю) прежде всего «творческими людьми, следовавшими путём органического художественного самоисследования». Дженис Джоплин так вспоминала о своих первых впечатлениях от коллектива:
Всю жизнь я мечтала — быть битником, встречаться с heavies, долбиться, трахаться и веселиться: вот всё, чего я желала от жизни. При этом я знала, что голос у меня хороший: им я всегда заработаю себе на пару пива. И вдруг кто-то словно швырнул меня в этот рок-бэнд. Слушайте, бросили на меня этих музыкантов, звук пошёл из-за спины, заряжающий <энергией> бас, и я поняла: вот оно! — ни о чём другом я никогда и не мечтала! И от этого пошёл кайф — почище, чем с любым мужчиной. Возможно, в этом и была вся проблема…Оригинальный текст (англ.)All my life I just wanted to be a beatnik, meet all the heavies, get stoned, get laid, have a good time, that's all I ever wanted, except I knew I had a good voice and I could always get a couple of beers off of it. All of a sudden someone threw me into this rock band. They threw these musicians at me, man, and the sound was coming from behind, the bass was charging me, and I decided then and there that was it, I never wanted to do anything else. It was better than it had been with any man, you know. Maybe that's the trouble…Дженис Джоплин, International Times
Новый альянс, как вспоминал Эндрю, сыграл решающую роль в творческом развитии Джоплин. Певица, успевшая свыкнуться с общественным неприятием, теперь купалась в лучах всеобщего восхищения. Кроме того, «…Big Brother позволили Дженис развиваться. Мы никогда не заставляли её петь в каком-то определённом стиле, такой подход был важен и характерен именно для сан-францисских групп», — вспоминал гитарист. Вместе с тем, качество вокала Джоплин изменилось — возможно, не в лучшую сторону. «Она ведь начинала как певица для акустического аккомпанемента, и голос у неё был сочный, фолковый. В Big Brother он стал менее колоратурным. На малой громкости Дженис демонстрировала фантастический диапазон, но ей приходилось предельно форсировать вокал, чтобы соперничать со звучанием группы. Уже через год у неё появились полипы, из-за которых каждая нота стала звучать как аккорд, в комплекте с полутонами», — говорил Албин.
Сама Джоплин не расценивала эти изменения как деградацию: более того, утверждала, что лишь после прихода в группу «поняла, что до сих пор никогда не пела по-настоящему». Ей лишь пришлось отказаться от подражания Бесси Смит («…Она брала открытые ноты, в контексте простейшей фразеологии, но на это невозможно рассчитывать, когда за спиной у тебя — рок-группа…») и у Отиса Реддинга научиться «искусству толкать песню вперёд вместо того, чтобы свободно скользить по её поверхности». «У меня три голоса: крик, гортанная сиплость и высокое завывание. Воплощаясь в певицу ночного клуба, я использую сиплость. Это то, что нравится моей матери. Она говорит: Дженис, зачем ты так визжишь, ведь у тебя такой красивый голос?» — говорила Джоплин.

Группа подписала контракт с продюсером Бобом Шадом (англ. Bob Shad) и его детройтским лейблом Mainstream Records; Хелмса, против этого возражавшего, пришлось уволить. О дебютном альбоме Big Brother & the Holding Company, который увидел свет лишь после триумфального выступления группы на Monterey Pop Festival, Джоплин говорила:
Альбом получился слабым, потому что мы были молодыми и наивными, плохой был продюсер, не было у нас ни менеджера, ни вообще человека, который мог бы что-то посоветовать. Мы были в растерянности, и нас просто использовали. Дали три дня на запись всего альбома и намекнули, что, если мы позволим себе в студии какие-то творческие вольности, нас тут же вышвырнут.Дженис Джоплин. Ramparts Magazine, 1968
В начале октября 1966 года новый менеджер группы Джулиус Карпен вернул группу в Сан-Франциско, где та сыграла на нескольких крупных концертах. В «Голден Шиф Бэйкери» 10 февраля Дженис познакомилась с Кантри Джо Макдональдом, который стал её близким другом. Вскоре они на двоих сняли квартиру.

#### Фестиваль в Монтерее
Поворотным пунктом в истории Дженис Джоплин стало выступление Big Brother & the Holding Company на поп-фестивале в Монтерее — сначала 17 июня, а затем следующим вечером, на концерте, организованном специально для того, чтобы режиссёр Д. А. Пенебейкер мог заснять его на плёнку. По словам рок-критика Люси О’Брайен, выступление Джоплин отличалось захватывающей спонтанностью и источало мощный заряд живой энергии: аудитория была поражена, потому что «…никогда прежде белая певица не вела себя таким образом на сцене и не использовала так возможности своего голоса». Выступление Джоплин с «Ball and Chain» стало центральным эпизодом фильма Пенебейкера «Monterey Pop».

Выступление Big Brother & the Holding Company в Монтерее.
Слева направо: Дженис Джоплин, Стив Гёрли, Сэм Эндрю

Билл Грэхэм вспоминал, что Дженис и её группа на фестивале прозвучали «дико и яростно». При этом знаменитый импресарио не считал, что певица сознательно старалась подражать негритянским образцам: «Мне кажется, она пела именно как девушка, прибывшая из Техаса и пообтёршаяся в Сан-Франциско: это был её собственный голос, её собственная интерпретация песен. Она пела блюз, и делала это очень по-своему. <…> Дженис была новатором в новом стиле, носительницей гигантского, оригинального, созидательного таланта, и подражать ей было невозможно».
31 октября Big Brother подписали контракт с новым менеджером Албертом Гроссманом. Это во многом предопределило дальнейшую судьбу ансамбля. Гроссман, как позже утверждал Албин, пренебрежительно относился к музыкантам, но боготворил Джоплин, в которой видел «новую Билли Холидей», а в перспективе — лидера блюзовой супергруппы, в числе участников которой рассматривался, в частности, Тадж-Махал.
Клайв Дэвис, президент Columbia Records, подписал с Big Brother контракт на выпуск трёх студийных альбомов и присоединился к Гроссману в спешных попытках освободиться от старого контракта. Новый был подписан уже после выхода летом 1967 года на Mainstream Records дебютного альбома Big Brother & the Holding Company (#60, США).
16 февраля 1968 года группа начала своё первое турне по Восточному побережью, а на следующий день впервые выступила в Нью-Йорке, в Anderson Theatre. Концерт получил восторженные рецензии в прессе. «Дженис не назовёшь красавицей в привычном смысле слова, но она, несомненно, — секс-символ, пусть и в несколько неожиданной „упаковке“. В её голосе соединились душа Бесси Смит, блеск Ареты Фрэнклин, драйв Джеймса Брауна… Взмывая к небесам, этот голос не знает границ и словно бы порождает в себе божественную многоголосицу», — писал обозреватель Village Voice. Дженис по этому поводу написала родителям: 
Вот она, первая нью-йоркская рецензия на наш первый концерт!.. Всё указывает на то, что я стану богатой и знаменитой. Невообразимо! Журналы наперебой просят меня об интервью и фотосессиях, и я никому не стану отказывать. Вау, я такая счастливая! Столько болталась заблудшей дитятей… — и вот, свалилось такое. Главное, похоже, на этот раз у меня действительно всё получится. Невероятно. Ну — приклейте, что ли, куда-нибудь эту вырезку, пусть все видят. Я так горжусь!
Многие рецензенты отметили несоответствие дарования вокалистки уровню музыкантов. «Не было бы никаких Big Brother & the Holding Company без Дженис Джоплин и её термоядерного блюзового исполнения», — писал BMI Magazine в статье, озаглавленной «Пчелиные рок-королевы» («В наши дни рок-группа напоминает улей: три-четыре рабочих пчёлки жужжат вокруг пчелы-королевы»). Журнал Newsweek также огласил в эти дни свой список — двух «рок-королев»: в него вошли Дженис Джоплин и Грейс Слик.

#### Cheap Thrills
В марте 1968 года группа (которую стали рекламировать на афишах как Janis Joplin and Big Brother & the Holding Company) с продюсером Джоном Саймоном приступила к работе над вторым альбомом. Впервые в коллективе возникли трения: музыканты чувствовали, что Джоплин становится суперзвездой, а сами они превращаются в аккомпанирующий состав. С другой стороны, и певица всё чаще слышала со стороны, что группа не соответствует её уровню исполнительского мастерства.
Тем временем турне продолжалось: 7 апреля Big Brother & the Holding Company завершили его большим концертом в Нью-Йорке памяти Мартина Лютера Кинга, где также выступили Джими Хендрикс, Бадди Гай, Ричи Хэвенс, Пол Баттерфилд и Элвин Бишоп. В ходе турне (12-13 апреля) в зале Winterland Ballroom был записан (выпущенный позже) концертный Live at Winterland '68.
Выпуск студийного альбома задерживался: продюсер отверг почти весь материал (около 200 бобин), предложенный группой. Но предварительные заявки оказались столь массовыми, что альбом получил золотой статус ещё до выпуска. Клайв Дэвис потребовал немедленного релиза, и Cheap Thrills, обложку которого оформил знаменитый в андеграунде карикатурист Роберт Крамб, вышел в августе 1968 года. Это произошло незадолго до выступления группы на фолк-фестивале в Ньюпорте (Род-Айленд), где 18-тысячная аудитория устроила группе овацию и не отпускала со сцены до часу ночи.
В Cheap Thrills (как писал в 1994 году обозреватель Джон Макдермотт), группа создала «…свой шедевр: эклектическую коллекцию бурных студийных и концертных экспериментов», которые в полной мере отразили силу ансамбля. Макдермотт отмечал: как и большинство блюзовых исполнителей своего времени, Джоплин была сильна скорее в интерпретациях готового материала, нежели в авторском искусстве. Однако, как раз в этот момент, будучи на пике вдохновения, она написала несколько сильных песен. Сэм Эндрю говорил:

Дженис обладала ярко выраженным авторским талантом, особенно это касалось текстов. Сделала она немало, но всё же именно «Turtle Blues» стала вещью, знаковой для всего её творчества. Вообще, авторское творчество в Big Brother было процессом очень демократическим. У кого-то возникала идея, остальные её комментировали. Я обычно нёс группе более или менее законченную композицию. Потом, отыграв её в течение нескольких месяцев, мы расписывали аранжировку. Это касалось всех песен, включая «Piece of My Heart», которую мы получили от Джека Кэссиди, который принёс её нам, услышав исполнение Ирмы Франклин. Мы сделали её совершенно иначе: там было такое изящество! — а мы записали маниакальную, яростную версию белого парня. Другой пример того же рода — «Summertime», над которой мы работали очень долго.Оригинальный текст (англ.)Janis definitely had a talent for writing, especially lyrics," states Andrew. "She wrote a lot of things, but 'Turtle Blues' is a representative example of her writing. Songwriting for Big Brother was a very democratic process. Someone would come up with an idea, and we would all comment on it. I usually would bring in a song more or less finished. Then, after a few months of playing it with the band, we would have the arrangement done. That was so for whatever song we did, including 'Piece Of My Heart,' which we got from Jack Casady. Jack had heard Irma Franklin's rendition, and he brought it to the band. We did it completely different from Irma's version. She did it with such delicacy. We did a white kid's frantic and manic version of it. 'Summertime' was another example. We worked and worked on that for a long time.— Сэм Эндрю
Между тем, Дженис Джоплин в интервью Life признавалась, что звучанием альбома разочарована. Те же чувства разделял и Джон Саймон, попросивший не упоминать его имени в титрах («Я просто помогал им, продюсером не был: это не моя музыка»). Как отмечал корреспондент Life, альбом был «хуже, чем просто разочарованием». Группа «попыталась записать его — сначала на концерте, затем в студии, в результате получилось нечто среднее», причём импровизации певицы прозвучали как заученные.
Спустя месяц после выхода альбом разошёлся миллионным тиражом, 12 октября возглавил списки «Биллборда» и продержался на вершине 8 недель, чему способствовал успех и хит-сингла «Piece of My Heart» (#12 Billboard Hot 100). Однако рецензии на альбом в американской прессе были сдержанными: многие отметили, что Джоплин совершенно затмила своим исполнением группу, особенно в «Ball & Chain» и «Summertime».

#### Распад Big Brother
Несмотря на успех альбома, постоянные гастроли и нервное перенапряжение стали сказываться на состоянии группы: наркотики и мелкие дрязги иссушили энергию, предопределили распад личных и творческих связей. Многим стало очевидно, что из всех участников коллектива одна только Джоплин после его распада могла бы не только выжить, но и добиться успеха как сольная исполнительница. Гроссман, понимая это, не делал ничего, чтобы предотвратить распад.
В сентябре 1968 года менеджер объявил о «дружеском расставании» Дженис Джоплин и Big Brother. 15 ноября Джоплин дала со старым составом свой последний концерт на Восточном побережье — в манхэттенском Колледже Хантера (англ. Hunter College), а самый последний концерт состоялся 1 декабря в Сан-Франциско. Гроссман защитил Джоплин от агрессии извне, но распадом группы были возмущены все в Сан-Франциско: многие открыто говорили, что менеджер уничтожил группу, чтобы переманить певицу к себе.
Решение Джоплин никого не застало врасплох: оно назревало в течение нескольких месяцев, и Сэм Эндрю признавал, что Дженис о своих намерениях уйти из группы ему «прожужжала уши». «Более того, я и сам советовал ей подыскать гитариста получше мне на замену. Рекомендовал пообщаться на этот счёт с Джерри Миллером из Moby Grape. Но в конечном итоге я сам последовал за ней. Для меня-то <её уход> сюрпризом не стал, а вот остальные участники группы, особенно Питер Албин, испытали шок», — признавал Эндрю. Джоплин и сама тяжело переживала свой уход. «Я любила этих парней больше всего на свете, но понимала: если я серьёзно отношусь к музыке, нужно уходить… Мы в течение двух лет работали по шесть дней в неделю, играя одни и те же песни, в них вложили себя полностью и попросту истощили себя», — вспоминала она в сентябре 1970 года.

#### Kozmic Blues Band
За формирование нового состава (костяк которого составили Джоплин и Эндрю) взялись Гроссман и призванные им на помощь Майк Блумфилд и Ник Грэвинайтис. 18 декабря 1968 года музыканты впервые собрались на репетицию и из многих вариантов названий (Janis Joplin & the Joplinaires, Janis Joplin Review) выбрали Kozmic Blues Band. В состав группы, кроме Джоплин и Эндрю, вошли саксофонист Терри Клементс, барабанщик Рой Марковиц, трубач Терри Хенсли, органист Ричард Кермод, бас-гитарист Кейт Черри, которого позже сменил Брэд Кемпбелл (экс-The Paupers).
Первое выступление новой, плохо сыгранной группы, состоялось в шоу «Yuletide Thing». 21 декабря Kozmic Blues Band выступили в мемфисском Mid South Coliseum вместе с несколькими высокопрофессиональными соул-группами и были приняты очень прохладно. Февральский отчёт в Rolling Stone («Memphis Debut», Стэнли Бут) был в какой-то мере сочувственным, но большая статья от 15 марта 1969 года, вышедшая под заголовком: «Дженис: Джуди Гарланд в роке?» (автор — Пол Нелсон), — оказалась почти разгромной. Газета San Francisco Chronicle предположила, что Дженис лучше было бы вернуться в Big Brother, «…если только они захотят принять её».
Все участники Big Brother & the Holding Company употребляли наркотики, но, как вспоминал Сэм Эндрю, лидерами в этом смысле были он и Дженис. Лидер группы признавался, что однажды сам едва не погиб от передозировки. Пегги Кассерта (любовница Джоплин) утверждала в книге воспоминаний, что Эндрю был уволен из Kozmic Blues Band только за то, что однажды похитил дозу героина у Дженис.
Этого я не помню… Но, как говорится, если вы вспоминаете 60-е, значит вас там не было, — так отреагировал на эту новость он сам.
Как отмечал Гленн Гарви в «Майами Херальд», тот факт, что Сэму Эндрю — единственному участнику Big Brother, которого Джоплин взяла с собой в Kozmic Blues Band — даже в голову не пришло поинтересоваться, за что Дженис его из группы уволила, — говорит лишь о том, в каком состоянии он находился. Эндрю, впрочем, предлагал свой вариант ответа на этот вопрос:
Мы образовали Kozmic Blues Band, чтобы вместе писать песни. Не получилось: были не в себе, слишком много принимали наркотиков. Я стал для неё <Дженис> постоянным напоминанием о прошлом. То есть, сначала она в Kozmic Blues Band и взяла-то как такое напоминание… А потом об этом прошлом захотела забыть.
Успешнее оказался последовавший затем европейский тур. После концертов во Франкфурте (заснятых германским ТВ), Стокгольме, Амстердаме, Копенгагене и Париже группа выступила 21 апреля 1969 года в лондонском Ройал Альберт-холле и получила восторженные оценки в Disc, Melody Maker, Daily Telegraph. New Musical Express назвал британский дебют Джоплин «триумфальным»: аудитория Альберт-холла, откликнувшись на её призыв, встала с мест и принялась танцевать. «Я пробилась сквозь стену, которую считала незыблемой!» — поражалась счастливая певица, имея в виду традиционную «британскую сдержанность», которую она и не надеялась преодолеть.
И всё же в целом новая группа разочаровала специалистов и фэнов. По мнению Сэма Эндрю, проблема состояла в том, что если Big Brother были группой единомышленников, которые жили одной семьёй, то Kozmic Blues Band была аккомпанирующей группой, набранной из «наёмных работников». «При том, что по отдельности музыканты Kozmic Blues Band были сильнее участников Big Brother, они не могли даже приблизиться к созидательной мощи последних. Первые были профессиональными музыкантами из ночных клубов, вторые — художниками и артистами… Были моменты, особенно на гастролях в Европе, когда мы хорошо проводили время, но в основном царила полная неразбериха, никто ничего не понимал: ни Дженис, ни ансамбль», — говорил Эндрю.
В июне 1969 года группа приступила к работе над альбомом в Hollywood Studios с продюсером Габриэлем Меклером, известным по работам со Steppenwolf. Несмотря на его усилия, а также на попытки Гроссмана отобрать лишь качественный песенный материал, альбом, по мнению некоторых критиков, оказался слабым. Джоплин (как отмечал Макдермотт), с одной стороны, «была гениальной певицей, с другой — никаким лидером»: она не умела ни сдерживать себя, ни руководить музыкантами, координируя действия ансамбля. «…При этом она не могла смириться с тем, что другие пытались сделать это за неё. На помощь были призваны Майк Блумфилд и Ник Гравенитес, и очень кстати, но они оттеснили Дженис на задний план, а там она находиться не привыкла», — вспоминал Эндрю.
Не прекращая работу в студии, группа сыграла на трёхдневном Ньюпортском поп-фестивале (Нортридж, Калифорния) и на поп-фестивале в Атланте. 16 августа Дженис и Kozmic Blues Band выступили на фестивале в Вудстоке (Woodstock), отыграв сет из 10 песен, включая хитовые Summertime и Ball and Chain (запись издана позже в альбоме Woodstock Experience). Перед поездкой в Вудсток группу покинул Сэм Эндрю, на фестиваль вместо него поехал гитарист Джон Тилл (англ. John Till).
Альбом I Got Dem Ol' Kozmic Blues Again Mama! в октябре 1969 года поднялся до #5 в «Billboard 200» и вскоре стал золотым. В американской прессе он был встречен прохладно (европейская, напротив, отреагировала почти восторженно). Многие рецензенты отмечали, что местами материал альбома не дотягивает до уровня Джоплин, местами сама она вытягивает его до своего уровня. «Суперзвезда способна поднять, спасти безнадёжные вещи, в то время как посредственный певец убивает лучшие… „One Good Man“ — всего лишь неплохая песня, но суперзвезда Дженис Джоплин поднимает её до своего уровня, голос её звучит словно набат в джунглях эмоций. Ещё более яркий пример — классика Роджерса и Харта „Little Girl Blue“. Многие поколения равнодушных исполнителей затёрли её до дыр, так что мы перестали и ждать от неё чего-то, и вот стало ясно, насколько хороша эта вещь», — писал Питер Райли в Stereo Review.
27 ноября Дженис Джоплин выступила с Тиной Тёрнер и Rolling Stones в Мэдисон Сквер Гарден. Концерт 19 декабря, когда на сцену вышли также Джонни Уинтер и Пол Баттерфилд, рецензент New York Times назвал «поразительной» и «вдохновляющей» демонстрацией лучших образцов блюз-рока. Концерт 21 декабря 1969 года в Мэдисон Сквер Гарден оказался для Kozmic Blues Band последним: в январе 1970 года группа распалась.

#### Full Tilt Boogie Band
Оставшись без ансамбля, Джоплин в марте 1970 года с Paul Butterfield Blues Band и продюсером Тоддом Рандгреном записала «One Night Stand» в лос-анджелесских студиях Columbia. Песня оставалась невыпущенной до 1982 года (когда была наконец включена в сборник Farewell Song; альтернативная версия также вошла в сборник Janis). В апреле 1970 года Джоплин временно вернулась в Big Brother & the Holding Company и вышла с группой на сцену Fillmore West. Неделю спустя они вновь выступили вместе в Уинтерленде. Лучшие фрагменты этих концертов были включены в Joplin In Concert (1972).
Ранней весной Дженис Джоплин побывала в Бразилии (после чего, как сама признавалась, полностью изменила отношение к собственной стране: «…Слушай, там же ужас! У тебя длинные волосы? Схапают тут же, и могут больше не выпустить. Судебной системы нет вообще. Копы насилуют, травят людей собаками. А ещё говорят, у нас тут плохо!…»). В Сальвадоре атмосфера была иной. «Ни полиции тебе… ни, впрочем, и развлечений. Три вечера ходили мы с приятелями в этот их большой бордель: там играл квартет, а я с ним пела», — рассказывала она в интервью Rolling Stone.
В марте 1970 года Джоплин возглавила новую группу Full Tilt Boogie Band, в состав которой вошли канадские музыканты во главе с гитаристом Джоном Тиллом. В апреле группа собралась на первую репетицию, а в мае дала свои первые выступления — в Сан-Рафаэле, Калифорния. Как сообщал Rolling Stone, Дженис была полна энтузиазма — настолько, что в какой-то момент, прервав репетиции у себя дома в Лакспуре, направилась в даунтаун и сделала себе «на счастье» татуировку («браслет» на запястье). Ей нравилось всё: и отказ от духовой секции, и отсутствие спешки («…Просто играем, о концертном графике не беспокоимся»), и новое звучание, о котором она говорила: «Я бы не стала так уж сразу говорить: кантри. Скорее, приземлённый блюз… плюс немного слайд-гитары. Будем считать, что это — громкий электрический фанк-кантри-блюз».
В мае Full Tilt Boogie Band дали свой первый концерт — в одной программе с Big Brother и их новым фронтменом Ником Гравенитесом (концерт позже был издан под заголовком Be a Brother), затем — приняли участие в суперзвёздном канадском турне вместе с The Band и The Grateful Dead. Из-за финансовых неурядиц гастроли пришлось приостановить. Документальные кинокадры выступлений Джоплин были обнародованы лишь спустя тридцать лет после её смерти. Последними концертами Джоплин стали два выступления в программе The Dick Cavett Show 25 июня и 3 августа.
8 июля 1970 года Джоплин выступила на Гавайях, в Honolulu International Center Arena, где 7 тысяч зрителей провожали её овацией стоя. Как писал Billboard, выступая в сопровождении сан-францисской группы Day Blindness, певица «ослепила всех эклектичным набором песен и диким одеянием, которое состояло из трусиков с блёстками, десятков браслетов и ожерелий, а также оранжевых перьев».
В сентябре Full Tilt Boogie Band и Дженис Джоплин приступили в Лос-Анджелесе к работе над альбомом, пригласив продюсера Пола А. Ротшильда, известного по работе с The Doors. Последний принял приглашение не без сомнений, но вскоре от своей новой подопечной пришёл в полный восторг. «После этой неразберихи с Kozmic Blues Band, который, на мой взгляд, едва не разрушил её карьеру, я поговорил с Дженис, удостоверился в том, что она действительно здорова, и согласился сопровождать группу на гастролях, чтобы посмотреть, как она выглядит на сцене. Дженис была великолепна», — говорил продюсер.
Группа приступила к работе в студии Sunset Sound — той самой, где Ротшильд незадолго до этого записал два альбома The Doors. Джоплин присутствовала на каждой сессии, глубоко вникала в ход работы и явно получала от неё удовольствие. Создание более творческой, восприимчивой атмосферы, как считал Ротшильд, обещало стать залогом успеха альбома. Со своей стороны он обговорил с Columbia наилучшие студийные условия и собрал огромное количество песенного материала, из которого было отобрано лишь самое наилучшее и органично вписывающееся в стиль певицы. «Никогда ещё я не видел её такой счастливой, как во время этих сессий. Она была на пике формы и радовалась жизни. Снова и снова она говорила о том, как хорошо ей в студии. Ведь до сих пор процесс звукозаписи ассоциировался у неё лишь с трениями и ссорами», — рассказывал Пол Ротшильд. 3 октября Джоплин прослушала инструментальную версию заключительного трека: композицию Ника Гравенитеса «Buried Alive In The Blues» (с англ. — «Заживо похороненная в блюзе»). Записывать вокальную партию предстояло на следующий день.

#### Смерть
Утром 4 октября 1970 года Дженис Джоплин не явилась в Sunset Sound Studios, где шла работа над альбомом. После того, как стало ясно, что и на телефонные звонки она не отвечает, Пол Ротшильд, мучимый дурным предчувствием, направил одного из помощников в номер 105 отеля «Лэндмарк Мотор» (Франклин-авеню, 7047). Попытки разбудить постоялицу стуком в дверь не увенчались успехом. Был вызван служащий со служебным ключом. Дженис лежала между кроватью и ночным столиком в короткой ночной рубашке. Когда тело перевернули, оказалось, что у неё разбит нос. Губы её были в крови. В кулаке она сжимала деньги: $4.50. Позже в книге воспоминаний Лора Джоплин по рассказам друзей и газетным репортажам восстановила картину последних часов своей сестры: «Дженис села на кровать, на ней были блуза и трусики. Она положила сигареты на журнальный столик и, всё ещё сжимая сдачу в руке, повалилась вперёд. Падая, она разбила губу об угол. Её тело так и осталось между столиком и кроватью…»
Несмотря на то, что вскрытие выявило большое количество опиатов в её организме, в ходе первого обыска в её номере отеля наркотиков найдено не было. Более того, многим показался странным тот факт, что прибывшая на место происшествия полиция застала прибранную комнату, без следов беспорядка. Возникло предположение, что некто, находившийся в комнате с Джоплин, уничтожил улики и скрылся. Другая странность состояла в том, что смерть, как было установлено, наступила спустя около десяти минут после инъекции. Такое могло произойти, если бы Джоплин ввела себе наркотик подкожно, но известно, что этого она никогда не делала, стремясь к более быстрой реакции. Всё это послужило причиной для слухов о возможном убийстве.
Некоторое время широко обсуждалась версия о самоубийстве; страховая компания по этой причине сначала отказывалась выплатить деньги семье покойной. Постепенно выяснилось, что у версии лишь один активный сторонник — Крис Кристофферсон (впоследствии его точку зрения поддержала Майра Фридман). Сэм Эндрю не считал такую возможность правдоподобной: по его словам, Дженис «была очень довольна тем, как шли дела с записью нового альбома, знала, что он получится превосходным, прекрасно ладила с музыкантами…». Эндрю считал, что она, «скорее всего, просто получила исключительно сильный, очищенный героин… известно ведь, что в тот уик-энд в Лос-Анджелесе было несколько смертельных передозировок». Той же точки зрения придерживалась Лора Джоплин, утверждавшая: дилер по имени Джордж, у которого Дженис покупала продукт, всегда заранее тестировал последний у местного фармацевта. В тот роковой вечер фармацевта на месте не оказалось, и Джоплин получила героин почти в 10 раз сильнее обычного. «Я считаю её смерть ужасной ошибкой. У неё не было ни депрессии, ни фрустраций. Она строила планы и с надеждой смотрела в будущее. Она даже сделала себе наконец-то причёску!» — вспоминала Лора Джоплин.
Сэм Эндрю считал, что Дженис стала жертвой безудержной страсти к наркотикам. Тим Аппело (в 1992 году) высказал иную точку зрения: он писал, что погубила Джоплин не столько жажда наслаждений, сколько трудоголизм. «Только героин позволял ей на следующий день сохранять свежесть, а это для неё было главное», — писал он.
Как отмечал впоследствии журнал Newsweek, смерть Джоплин могла показаться жестокой шуткой судьбы, ведь произошла она в тот момент, когда прежде беспорядочная жизнь певицы начала налаживаться: она собиралась замуж (за Сета Моргана), в течение пяти месяцев не употребляла героин. Однако известно, что Джоплин по-прежнему чувствовала себя одинокой; в ночь её гибели Морган развлекался в бильярдной стрип-клуба в Сан-Франциско. Новообретённое благополучие Джоплин было кажущимся, она не раз признавалась друзьям, что несчастлива. «Лучше мне не становится, наверное, я снова сяду на иглу», — признавалась она Крису Кристофферсону. Допуская, что смерть Джоплин явилась результатом несчастного случая, биограф Майра Фридман считает, что слово «случай» здесь следует понимать лишь в самом общем его смысле и что здесь имело место «неосознанное самоубийство».

#### Реакция прессы
Сразу после смерти Дженис Джоплин журнал Rolling Stone посвятил её памяти специальный выпуск. «Она выбрала для гибели самое лучшее время. Есть люди, которые способны жить только на взлёте, и Дженис была как раз такой девчонкой-ракетой… Если предположить, что у человека есть возможность расписывать сценарий своей жизни, то, я бы сказал, у неё получился хороший сценарий, с правильным концом», — писал гитарист Grateful Dead Джерри Гарсия. Дж. Маркс, рецензент New York Times, после выхода альбома Pearl написал:

Дженис Джоплин вернула новому поколению старый символ, став окончательным воплощением нашего ощущения трагедии; понятием, которым можно измерять уровень боли. Мы избрали её на роль типичной неудачницы, и она охотно и точно вписалась в неё. Она ни разу не разочаровала нас — ни в трагичности своей смерти, ни в ироничном блеске своего последнего альбома, названного «Жемчужина» — под этим прозвищем знали её некоторые близкие ей люди. Но для меня в заголовке альбома просматривается иной смысл. Постоянное болезненное раздражение — вот что рождает жемчуг, эту болезнь устрицы. Гюстав Флобер говорил, что художник — болезнь общества. Дженис была болезнью гигантского американского одиночества. Она — подлинная жемчужина.Оригинальный текст (англ.)Janis Joplin successfully revived an old cliche for the new generation. She was the ultimate embodiment of our sense of tragedy: a concept by which to measure pain. We chose her as the quintessential loser and she perfectly and willingly fit the role. She never disappointed us, not in the tragic nature of her death nor in the ironic perfection of her last album, “Pearl,” the name by which some of her intimates knew her. But for me the name has a different significance. Abrasive and constant irritation produces pearls; its a disease of the oyster. Gustave Flaubert said that the artist is a disease of society. Janis was a disease of America’s gigantic loneliness. She is pearl.
— Дж. Маркс. New York Times, 1971
Останки Джоплин были кремированы на кладбище Мемориального парка в Вествуд-виллидж, штат Калифорния. Её прах был рассеян над водами Тихого океана вдоль калифорнийского побережья. Последними записями певицы стали «Mercedes Benz» и аудиопоздравление Джону Леннону с днём рождения от 1 октября, которое, как он позже говорил Дику Каветту, было доставлено к нему на квартиру в Нью-Йорк уже после её смерти.

#### Pearl
Известие о смерти Дженис Джоплин явилось для всех, кто участвовал в работе над пластинкой, страшным ударом. Альбом был почти завершён, и Ротшильд оказался перед дилеммой: довести работу до конца самостоятельно или издать пластинку как незаконченный документ. Клайв Дэвис доверил продюсеру право на окончательное решение. Тот в конечном счёте решил закончить альбом, эту свою работу посвятив памяти певицы. «Это был бескорыстный, эмоционально иссушающий труд. Но я благодарен судьбе за то, что мы решили альбом завершить. Я очень горжусь этой пластинкой», — говорил он. Песню Ника Гравенитеса «Buried Alive In The Blues», к которой Джоплин так и не успела записать вокальную партию, было решено включить в альбом инструментальным треком.
Выпущенный в феврале 1971 года Pearl, по мнению большинства критиков, стал самой сбалансированной и органичной работой Дженис Джоплин. Он отразил её возросшее вокальное мастерство, соединив в отточенных аранжировках прежнюю эмоциональность и эффективную сдержанность. «Перед нами предстаёт новая, совершенная Дженис, в умении идеально сопоставить крайности напоминающая лучших джазовых певиц», — писал Дж. Маркс. Критик New York Times отмечал и мастерство The Full Tilt Boogie Band, группы, не злоупотребляющей сольными партиями, но состоящей с вокалисткой в гармоничном звуковом симбиозе.
Представ перед слушателем совершенно иной исполнительницей, Джоплин «полностью изменила вокальный стиль… — возможно потому, что стала работать с хорошей группой, но ещё и потому, что сама она изменилась, повзрослела», — писал The American Record Guide. Журнал Time также отмечал, что Джоплин впервые проявила здесь способность взять свой вокал под контроль, добилась идеальной сбалансированности элементов, насытила работу многочисленными нюансами. «Pearl — не просто её лучший альбом, но и лучший альбом, когда-либо записывавшийся белой исполнительницей блюза», — утверждал рецензент журнала Уильям Бендер.
27 февраля 1971 года альбом возглавил Billboard 200 и продержался на вершине 9 недель. Отсюда же вышел и единственный чарт-топпер Дженис Джоплин в Billboard Hot 100 — композиция Криса Кристофферсона «Me and Bobby McGee». «Mercedes Benz», которую певица написала совместно с поэтом-битником Майклом Маклюром, и акустическая версия «Me and Bobby McGee» (две песни, которые, как пишет Макдермотт, «приоткрыли перед нами новую — ранимую и хрупкую Дженис Джоплин») были впоследствии включены в сборник Janis.

## Особенности характера

В школе Дженис, опережавшая в развитии сверстников, стала объектом их ненависти. Одноклассники оплёвывали её — в буквальном смысле слова. «Они насмешками изгнали меня: из класса, из города, из штата», — признавалась Дженис в телепрограмме Дика Каветта (1970).
Элис Эколз:
Я долго не могла понять, как девочка-изгой сумела найти в себе силы, чтобы выйти на сцену. А потом узнала, что в детстве она солировала в церковном хоре и привлекала к себе немало внимания. Думаю, в каком-то смысле именно любовь и внимание, которые получала она в детстве исключительно благодаря голосу, явились источником этой решимости: она захотела вернуть себе любовь, которой лишилась.
— «Жизнь и времена Дженис Джоплин». 1999

Близкий друг Чет Хелмс считал, что характер Дженис Джоплин был во многом предопределён её детскими переживаниями и конфликтами. При этом детство в техасской глубинке, считал он, не только больно травмировало психику Джоплин, но и сформировало сильный, творческий характер. «В 60-х годах психологический гнёт в Техасе был таким, что спастись от него можно было, лишь создав себе яркий внутренний мир. Поэтому именно из Техаса выходят сильные личности с ярким воображением, действительно творческие люди, которые сумели вырваться из этого царства реакции и не сойти при этом с ума», — говорил Хелмс.
Сестра певицы Лора Джоплин считала, что вызывающий образ находился в прямом конфликте с реальным характером Дженис: она была интеллигентной, застенчивой и чувствительной женщиной. При этом ей, как утверждала сестра, не была свойственна агрессивность. «Принято воспринимать Дженис как трагическую фигуру, она ведь стала жертвой наркотиков. Но все забывают, как весело было находиться рядом с ней. Она была очень жизнерадостным, живым человеком», — говорила Лора. Автор статьи в «Тайм» (1968) отмечал, что даже алкоголизм Джоплин был жизнерадостным: «она всегда улыбалась с бутылкой Southern Comfort и шутила: „Наверное, когда-нибудь я стану владельцем компании!“»
Скулатти и Шэй в своей книге отмечали, что у Джоплин были периоды непривычного для неё умиротворения: например, когда группа поселилась в Лагунитесе, в доме, стоявшем в конце шоссе у самого леса. «Дженис выделили солнечную комнату, которую она украсила множеством растений. Как и её комната, она в эти дни стала необычайно спокойна и красива», — вспоминал Дэвид Гетц.
Майра Фридман отмечала, что за поверхностной агрессивностью скрывалась одинокая, чувствительная и ранимая женщина. По её мнению, именно эту внутреннюю пустоту, вызванную одиночеством, певица пыталась восполнить алкоголем и наркотиками. Косвенно это подтверждала сама Джоплин, когда говорила: «На сцене я занимаюсь любовью с 25 000 человек, а потом… ухожу домой в одиночестве». Даже когда Big Brother стали популярными, завсегдатаи «Авалон Боллрум» видели Дженис в баре — почти всегда одну, пританцовывавшую в такт музыке. «Застенчивая, склонная выражать себя неожиданными освобождающими выплесками, она всегда комфортнее чувствовала себя наедине с собой, нежели в коллективе», — отмечал Джей Маркс.
Многие из тех, кто лично знал Джоплин, подчёркивали её незащищённость, ранимость. «Дженис… была открыта и спонтанна и из-за этого по её сердцу топтались», — вспоминала Грейс Слик. Вокалистка Jefferson Airplane отмечала деликатность Дженис: «Она временами словно бы придерживала при себе нечто — то, что, как ей, наверное, казалось, мне не хотелось бы слышать — как это делают взрослые с детьми». Дебора Харри, работавшая официанткой в клубе Max’s Kansas City, однажды принесла Джоплин бифштекс. «Она была очень тихой и вежливой. Бифштекс свой не съела, но оставила пять долларов чаевых», — вспоминала вокалистка Blondie.
Об опасной несбалансированности личности Джоплин писал Пол Нельсон в Rolling Stone. В качестве главной особенности характера певицы он отмечал её странную неуверенность в себе. «Трудно представить себе Дилана или Леннона, которые во время интервью нервно убеждали бы собеседника: „Эй, правда же, я спел здорово? Как думаешь, я стал петь лучше? Клянусь Иисусом, я правда стал петь лучше, поверь!..“» Нельсон делал вывод:

Дженис — тот редкий тип, который совершенно лишён способности дистанцироваться от репортёра во имя самозащиты; способности, которую певица её уровня просто не может позволить себе не иметь… Возникает тревожное ощущение, что — если жизнь Джоплин до такой степени связана с успехом на музыкальной сцене, — ей необходима толика здорового цинизма: только с её помощью сможет она выстоять в этой давке, нагнетаемой масс-медиа. Если и есть в ней этот цинизм, то он скрыт слишком глубоко под чрезвычайно привлекательной, но опасной наивностью, которая граничит с недопустимым отсутствием уверенности в себе.— Пол Нелсон. Rolling Stone. «The Judy Garland of Rock?»
Анализируя характер Джоплин по книге М. Фридман, New York Times Book Review писал в 1973 году, что вся жизнь певицы выглядит как «история зависимости — от героина, возможно, алкоголя и ещё — от той неясной субстанции, что источается душой, стиснутой двумя процессами — разложения и раскаяния». Рецензент Мидж Дектер замечал, что из книги Фридман явствует: Джоплин «была готова препоручить ответственность за себя первому, кто готов был <эту ответственность> взять, а когда не обнаруживалось рядом руки, о которую можно было опереться, она с удовольствием падала — и падала глубоко». Из прочитанного Дектер делал вывод: «Дженис — не жертва общества и не пророческая фигура; она — неповзрослевший ребёнок, оказавшийся не в состоянии дисциплинировать себя — до такой степени, что попросту не смог выжить».
Но певица при этом всегда старалась поддержать тех, кто в этой поддержке нуждался. Грейс Слик говорила, что Дженис всегда была готова помочь советом и относилась к ней, как «мудрая бабушка». Патти Смит также рассказывала, как Дженис поддерживала её в творческих начинаниях: «Ты обязательно должна продолжать; нам нужны поэты, миру нужны поэты!» — настаивала она.

### Жизненная философия
В противостоянии враждебной среде Джоплин выработала жизненную философию, близкую к философии битников. «Хиппи верят в то, что мир может стать лучше. Битники же знают, что лучше не станет, и говорят: да пошёл бы этот мир к чёрту, будем отрываться и хорошо проводить время», — замечала певица. Отчасти эта философия воплотилась в её сценическом образе.

Что бы ни пела Джоплин, блюз, ритм-энд-блюз или оригинальные композиции группы (такие как «Harry» Дэйва Гетца или эпический йодль «Gutra’s Garden»), она всё сводила к эмоциональным крайностям своим грубым, хриплым голосом… Склонившаяся над микрофоном, сцепив пальцы, с волосами, закрывавшими лицо, она явно выбивалась из «цветочной утопии» психоделической сцены. В её голосе чувствовалась какая-то рокова́я напряжённость.— Дж. Скулатти, Д. Шэй. «San Francisco Nights: The Psychedelic Music Trip 1965—1968».
Биограф Майра Фридман считала, что в основе характера Джоплин скрывался сексуальный конфликт, и что певица «сознательно взяла на себя роль Афродиты», наполнив свои выступления грубым эротизмом, сочетавшимся с «запредельно мужским лексиконом». Фридман утверждала, что и вне сцены она была столь же сексуально агрессивной: «преследовала каждого мужчину (да и женщину тоже), к которым могла воспылать страстью… Она стала возбуждающей Землёй-матерью для целого поколения нежных мечтателей». Между тем, по мнению сестры, Дженис не столько позиционировала себя высшим существом (хотя «секс-богиней» называли её многие, в частности, гастрольный менеджер), сколько посредством музыки общалась с высшими силами. «Она всегда вспоминала, что бог-в-ней говорит с богом-в-тебе. Духовное качество блюза позволяло ей <установить такую связь>. Музыка обладает потенциалом освобождать человеческий дух, и Дженис обнаружила, что с ней происходит именно это», — утверждала Лора Джоплин.
Люди, близко знавшие певицу, отмечали, что основной идеей жизненной философии Джоплин был приоритет чувств над мыслями. «Интеллектуальный подход создаёт вопросы и не даёт ответов. Можно наполнить свою жизнь идеями и всё равно возвращаться домой в одиночестве. Единственное, что имеет значение, это чувства», — утверждала певица. Прямым следствием такого подхода к жизни был безудержный гедонизм. Как отмечал корреспондент «Time», единственное ограничение, которое позволяла себе Джоплин, состояло в отказе от холодного пива перед концертом. Когда друзья просили её поберечь голос, она говорила: «Зачем мне сейчас сдерживаться и быть посредственной? Лучше я не буду сдерживаться сейчас, а посредственной стану через двадцать лет». «Она обладала зверским аппетитом к жизни, удовольствиям — ко всему вообще. Если речь шла о еде, она хотела, чтобы все в комнате получили как можно больше всего самого лучшего. Если речь шла о веселье, она должна была повеселиться сполна. У неё был аппетит к наркотикам, а деньги и возможности позволяли ей иметь их в неограниченном количестве. Может быть, будь у неё поменьше аппетит, было бы лучше. Иногда ей не хватало осмотрительности», — вспоминал Сэм Эндрю.
Лора Джоплин возражала против подобных трактовок характера Дженис, считая их упрощёнными. По её словам, Дженис руководствовалась в своём отношении к жизни высокими мотивами: «Она <и её музыканты> считали, что разбивая социальные и психологические барьеры, тем самым познают себя. Они думали, что, если этим займётся достаточно много людей, общество изменится: станет более открытым и восприимчивым». Дженис верила: «Кто бы вы ни были, вне зависимости от расовой принадлежности, происхождения или наличия прыщей на лице, — вы в равной степени заслуживаете уважения и любви. И сейчас, сытые по горло материализмом 1980-х, мы именно через эту идею ищем связь с идеями 1960-х годов», — говорила Лора Джоплин в 1992 году.

Другим важным аспектом мировоззрения Джоплин было стремление до конца оставаться верной себе и своим убеждениям. 
Успех не заставил меня изменить принципам, которые я выработала ещё в Техасе: быть честной перед собой, быть той, кто я есть на самом деле. Я и стараюсь — не дурачить ни себя, ни других. Быть настоящей, понимаете?.. Наверное, я не слишком ещё поварилась в шоу-бизнесе, чтобы беспокоиться о том, какую надеть маску… Поэтому всегда говорю то, что думаю.Дженис Джоплин

### Дженис Джоплин и феминизм
После смерти певицы американские феминистки причислили её к числу своих последовательниц. «Джоплин погибла на войне, гораздо более скрытой, чем вьетнамская: войне между полами. По иронии судьбы, она оказалась жертвой секс-шовинизма в сексуальной революции, распространению которой сама же способствовала… Одно из противоречий <феномена Дженис Джоплин> как раз и состоит в том, что она сделалась феминистским символом в пропитанной секс-шовинизмом рок-культуре, где доминировали мужчины», — писал в 1977 году The Feminist Art Journal. С этим соглашались и далёкие от феминизма музыкальные критики. Став третьей после Касс Эллиот и Грейс Слик заметной женщиной на рок-сцене, Джоплин (как писал Vogue) идею «освобождения женского духа» подняла на качественно новый уровень.
Сама Джоплин была далека от идей Движения за женское освобождение, рост которого совпал с её стремительным взлётом, но стала помимо воли для многих молодых женщин символом пробуждающегося женского самосознания. Если манеры певицы и её сценический образ воспринимались неоднозначно, то универсальным оказалось, по крайней мере, влияние, связанное с «натурализмом» в одежде и причёске (или, скорее, отсутствии таковой), — концепции, которую Джоплин не придумала сама, но которую, подхватив в Сан-Франциско, распространила затем по всей стране. Именно Джоплин с её принципиальным неприятием бюстгальтера и приверженностью к фасонной эклектике на грани безвкусицы, как утверждал Дж. Л. Родницки, помогла миллионам девушек избавиться от губной помады, стряхнуть с себя зависимость от «синдрома вечного расчёсывания, мытья и укладки волос»; обрести уверенность в себе тем, кто стыдился своей фигуры.
Как замечала Лилиан Роксон, «входя в концертный зал, вы могли и не быть похожей на Дженис, но уж выходя из него, наверняка выглядели в точности, как она». Роксон считала, что Дженис Джоплин «стала воплощением нового типа женщины: прямой, открытой, честной, раскованной, нетерпеливой и смелой». Автор статьи в The Feminist Art Journal ей возражал: Джоплин уж точно не была «раскованной и смелой… Скорее, нервной и напуганной, но… легенда всегда побеждает реальность».
Гораздо более глубокое, нежели внешность, воздействие, оказывала на слушательниц музыка Джоплин. «Её тексты не имеют ничего общего с традиционной мольбой о „вечной любви“: в основном это просьба к мужчине, который угощает свою женщину вином, не покидать её „хотя бы до утра“», — отмечал International Times. «До Дженис считалось, что женщина в рок-н-ролле должна выглядеть и вести себя так, будто она готова заняться любовью с каждым мужчиной в зале. Дженис тоже занималась любовью, но <не с каждым по отдельности, а> со всеми сразу. После чего, как сама горько признавалась, уходила домой в одиночестве», — писал в альманахе «Classic Rock Stars» Питер Херринг. «Популярная музыка обычно уговаривает женщину полюбить свою роль секс-объекта, но нужны и песни о том, какая это боль — быть женщиной. Джоплин рассказала нам о женской боли, о том как жить с этой болью и как находить ей противоядие», — так формулировала ту же мысль феминистка Флоренс Хоу.

#### Внешность и имидж
Известно, что Дженис Джоплин с ранней юности крайне критично относилась к своей внешности и считала себя «уродливой», просто потому, что (как писал Big Beat) не отвечала «общественным представлениям о том, как должна выглядеть красавица». «В культуре, которая признаёт только рыночную женственность, истинной красоте не находится места. Красоту Джоплин можно было уловить только в её естественном выражении, в искренности сценических выступлений», — писала М. Мозер.
В действительности на сцене и в жизни Джоплин выглядела по-разному и на людей, общавшихся с нею, производила неизменно самое благоприятное впечатление. Майкл Томас (в журнале Ramparts), называя Джоплин «рок-н-ролльной банши» и отмечая её «психопатический» стиль исполнения, замечал: «Она <на сцене> была — нельзя сказать, чтобы красива, но предельно, вызывающе эротична». Свои впечатления от внешности Джоплин после личной встречи он описывал так: «У неё бледное, как мел, лицо, но выглядит она так, будто много времени проводит на воздухе. Слегка наморщенный лоб, полные щёки, копна растрёпанных волос — на такое лицо обратит внимание всякий, кто возьмётся рисовать Сиротку Энни. Вот только взгляд у Дженис блуждающий, временами жёсткий. С этими своими связками бус она выглядит как очаровательная барменша…»
«У Дженис была дружеская тёплая улыбка, такая редкая в наши дни, и она всем щедро дарила её», — вспоминала Йоко Оно. Настоящей красавицей считала Джоплин в юности преклонявшаяся перед нею Ким Гордон, бас-гитаристка Sonic Youth.
Вопреки распространённому среди современных ей феминисток мнению, Джоплин собственной внешности придавала огромное значение и страстно желала нравиться окружающим. Когда фотограф Боб Сейдеманн в Хэйт-Эшбери сфотографировал её полуобнажённой, Дженис написала об этом даже родителям («Можно, вышлю вам? Там ведь почти ничего не видно»), настолько была рада, что вышла удачно. К собственному образу, если верить Лоре Джоплин, певица относилась скептически. Поначалу Дженис стремилась к звёздности, но, едва достигнув её, испытала разочарование — и в ней, и в собственном образе «распалённой женщины, прожигающей жизнь и поющей блюз». «Она считала свой сценический образ дешёвой обёрткой на продажу», — утверждала Лора Джоплин. Многие, однако, высказывали противоположное мнение. Сьюзи Кватро считала, что Дженис, напротив, всю свою жизнь «отдала во власть образа», начала «жить в сценическом образе вне сцены», из-за чего в конечном итоге и погибла.
О том, как воспринимался мужчинами этот образ (во многом заимствованный у киногероинь Мэй Уэст и Бетт Дейвис, расхристанных, «эмансипированных» девиц из ночных баров), можно судить по статье в журнале Life (1968) с характерным заголовком «Женщина с голосом из борделя». «Не будь она столь женственна, вполне могла бы стать женщиной-рестлером… Это единственная крутая девчонка в поп-бизнесе. И поёт, и говорит — с душевностью выхлопной трубы мотоцикла Ангела ада… Как и Мэй Уэст, она могла бы стать лучшей в мире шлюхой!» — в таких выражениях автор статьи А. Ароновиц восторгался обликом и манерами Дженис Джоплин.

## Личная жизнь

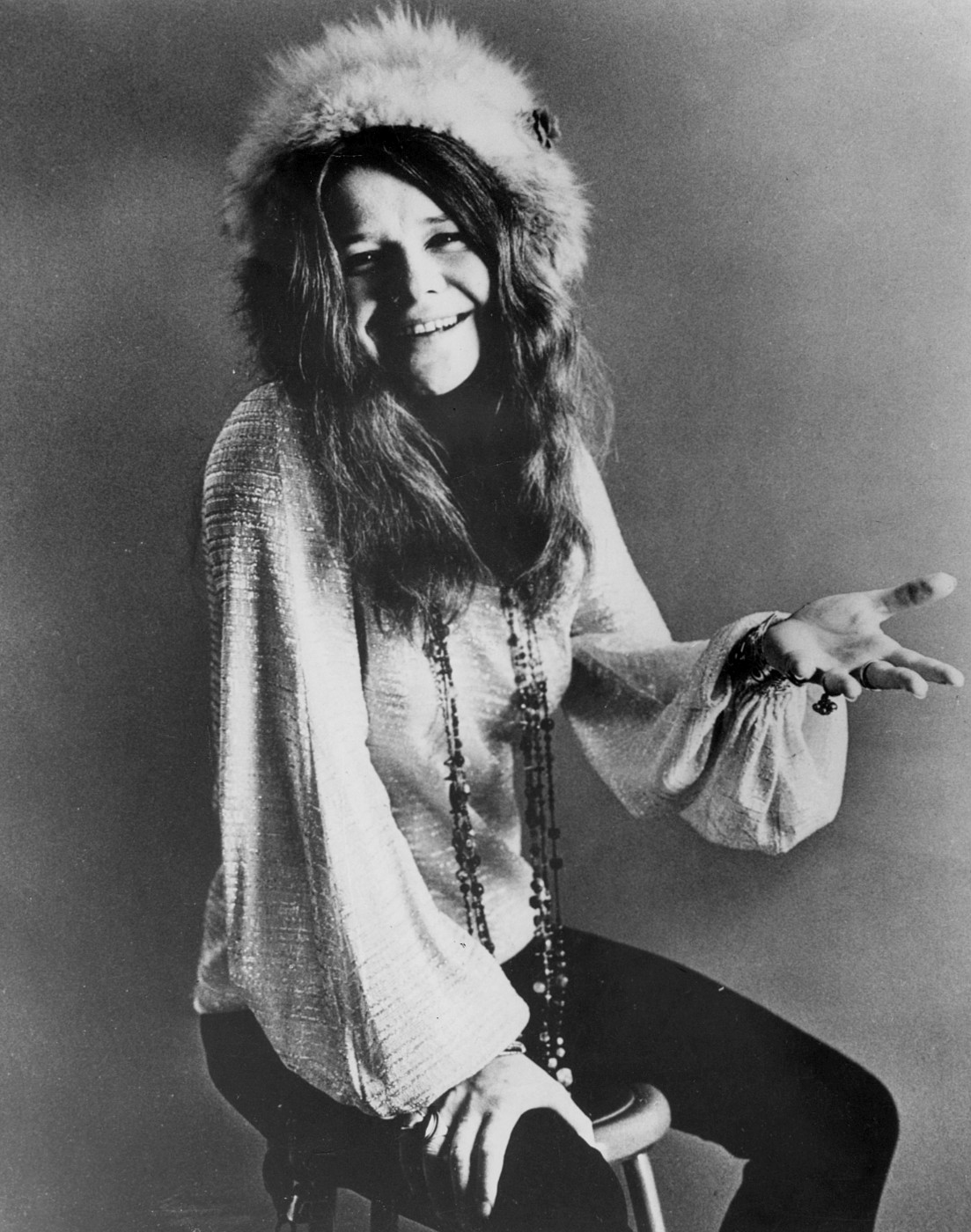

Большинство исследователей творчества Дженис Джоплин сходились на том, что при внешней любвеобильности, особенно наглядно выраженной в сценическом образе, певица всю свою жизнь была одинока. Джейн Дерр сравнивала Джоплин в её поиске любви «с мулом, которого дразнят морковкой, заставляя бежать вперёд». Как писал Дж. Маркс в New York Times, «мужчины редко обращали на Дженис внимание, и даже в непретенциозном сообществе хиппи она считалась интровертом».
Один из любовников Джоплин, Кантри Джо Макдональд, считал, что певица с самого начала стала жертвой собственного сценического образа. Она пыталась «быть собой» вне сцены, но каждый раз это ей не удавалось, потому что мужчины хотели видеть в ней традиционный секс-символ, а когда она не оправдывала ожиданий, начинали относиться к ней «как к такому же парню». Косвенно ту же мысль подтверждал Сэм Эндрю (с которым в близкие отношения Джоплин вступила, как ни странно, вскоре после того, как сама же уволила его из группы). Эндрю с теплотой вспоминал её не женские, но чисто человеческие качества: «Она была очень хорошим человеком: весёлым, очень смешливым. Мы так чудесно проводили время».
В числе тех, с кем у Дженис Джоплин были близкие отношения, назывались Джими Хендрикс и Джим Моррисон, более того, певица сама говорила об этом, и даже со сцены. Если верить Полу Ротшильду, который сознательно взял на себя роль посредника и решил свести «короля и королеву рок-н-ролла» (каковыми он их считал), романа у Моррисона с Джоплин не вышло. Вечеринка в Хидден-Хиллз, куда все трое прибыли трезвыми, начиналась неплохо: было видно, что Джоплин и Моррисон симпатизируют друг другу. Но (согласно Ротшильду), если на Джоплин алкоголь действовал умиротворяюще, делал её «совершенно очаровательной», то пьяный Моррисон становился грубым и наглым.
…Наконец она сказала мне: пойдём отсюда. Джим, пошатываясь, побрёл за ней. Он добрался до машины, начал говорить что-то, но она послала его подальше; он её больше не интересовал… Джима такой ответ не удовлетворил: он схватил её за волосы, после чего немедленно получил по голове бутылкой Southern Comfort и вырубился. На следующий день на репетиции он повторял: «Какая женщина! Дай мне её номер телефона!»… Он влюбился: физическая конфронтация — это была его стихия! Мне пришлось сказать ему: нет, Джим, Дженис не считает повторную встречу хорошей идеей. Так они больше и не увиделись. Он был сокрушён.
Пол Ротшильд
Между тем, Стэнли Бард отмечал, что Дженис не только была очень сексуальной, но и стремилась донести этот факт до каждого, кто входил к ней в комнату: над кроватью было губной помадой начертано: «The world’s greatest sex object». Однако мужчины, как правило, не воспринимали её как женщину; с ними Джоплин вынуждена была, скрывая боль, играть привычную роль «своего парня».
Известно, что Джоплин была бисексуальна и имела продолжительные отношения, как минимум, с одной из своих партнёрш, Пегги Кассертой. Впрочем, эта сторона характера певицы в средствах массмедиа оказалась искажена сразу с двух сторон: как писал Дж. К. Родницки, «гомосексуальность Джоплин преувеличивалась лесбиянками-феминистками и совершенно замалчивалась рок-журналистами». Автор считал, что Джоплин не испытывала явно выраженной тяги к женщинам, просто в сексе была агрессивна и «стремилась получить любви в максимально возможном количестве, об ориентации не задумываясь». Дайан Гравенитес, одна из близких подруг певицы, признавала, что Дженис ощущала себя более комфортно в женской компании. С подругами она «не была склонна к самобичеванию или фиглярству»; не ощущая нужды в сексуальном самоутверждении, расслаблялась и успокаивалась.
Одним из последних возлюбленных Джоплин был Крис Кристофферсон. Боб Нойвирт познакомил их весной 1970 года; все трое направились домой к Дженис в Локспур и провели там две недели. Это было мало похоже на «медовый месяц»; как вспоминал Нойвирт, троица, в основном, бродила по местным барам и накачивались алкоголем. Между Дженис и Крисом не было пылкой любви: их объединяли творчество и взаимная симпатия. Более того, Джеймс Гёрли впоследствии намекал на то, что у Кристофферсона был тут «свой интерес»: он страстно желал, чтобы Джоплин записала «Me and Bobby McGee». «Не стану утверждать, что это была единственная причина, заставлявшая его постоянно болтаться рядом с ней, но авторские от хита Дженис ему в тот момент очень не помешали бы», — замечал гитарист Big Brother & the Holding Company.
Постепенно и эти отношения разочаровали Джоплин. Она (незадолго до этого «прочистившаяся») стала говорить Кристофферсону, что готова снова вернуться к наркотикам, намекать на то, что покончит с собой. «Его это, естественно, расстроило. Она сказала: — Тебя-то не будет рядом… Никого не будет!»
Последним возлюбленным Джоплин был Сет Морган (англ. Seth Morgan). Дженис и Сета считали женихом и невестой. Последний утверждал позже, что они наверняка бы поженились; этому воспрепятствовала смерть певицы. Джоплин (как писала М. Фридман), Моргана обожавшая, умоляла того помочь ей расстаться с наркотиками, но он не воспринимал эти просьбы всерьёз.
Вечером 4 октября рядом с Дженис не было ни Кристофферсона, ни Моргана; позже стало известно, что тот с другой подружкой развлекался в бильярдной. Джен Дерр, одна из склонявшихся к версии самоубийства, была убеждена: Дженис покончила с собой, не выдержав ощущения полного одиночества.

## Джоплин на сцене
Своё поведение на сцене Дженис Джоплин объясняла полной отрешённостью от мысли в пользу чувства. Она говорила:
Было время, когда я мечтала знать всё. Много читала. Наверное, можно сказать, была весьма развита интеллектуально. Не знаю, когда именно, но в какой-то момент всё вдруг переменилось. Все эти чувства, они делали меня совершенно несчастной, и я просто не знала, что с ними делать. Но сейчас я знаю, как заставить чувства работать. Чувствам, которые переполняют меня, требуется освобождение, и вот я на сцене; когда же это срабатывает, и аудитория со мной, я ощущаю единение. Я — в себе, они входят в меня, мы соединяемся. Это переполняет меня. Теперь я хотела бы отдаться чувствам полностью, в этом смысл понятия «соул». Оригинальный текст (англ.)There was a time when I wanted to know everything. I read a lot. I guess you'd say I was pretty intellectual. It's odd, I can't remember when it changed. It used to make me very unhappy, all that feeling. I just didn't know what to do with it. But now I've learned how to make feeling work for me. I'm full of emotion and I want a release, and if you're on stage and if it's really working and you've got the audience with you, it's a oneness you feel. I'm into me, plus they're into me, and everything comes together. You're full of it. I don't know, I just want to feel as much as I can, it's what 'soul' is all about.Дженис Джоплин. Hit Parader, 1970
По словам Крисси Хайнд, концерты Джоплин напоминали боксёрский матч. Её сценические выступления были агрессивны и предельно наэлектризованы, что мгновенно передавалось залу. «Вот вы живёте себе тихой мирной пригородной жизнью, и вдруг — крушение поезда, имя чему — Дженис», — вспоминала вокалистка The Pretenders. Описывая поведение Джоплин на сцене, Ричард Голдстайн (The Village Voice) писал: «Дженис атакует песню — взглядом, бёдрами, волосами… А последнюю строчку словно бы хватает за колени, умоляя не уходить. Когда же та исчезает, она стоит на сцене словно упрямое юное деревце, улыбаясь зрителям, почти бездыханная». «Дженис поёт как рок-н-ролльная банши и носится по сцене как дервиш. Это самый грубый, атакующий ритм-энд-блюз, какой я когда-либо слышал», — писал Майкл Томас в журнале Ramparts 1 августа 1968 года.
Многие называли её сценическое действо эротичным. «Один раз услышать, как Дженис поёт „Ball and Chain“ — всё равно, что переспать с ней, но не просто так переспать, а насладиться всей её любовью к тебе», — писал Ричард Голдстайн.
Сама Джоплин нередко сравнивала свой сценический опыт с наркотическим и называла его «audience trip» («наркотическая эйфория вместе с аудиторией»). Она говорила, что на сцене получает тот самый мощный энергетический толчок, какой даёт поначалу сильный наркотик. Не раз она говорила, что на сцене, в сущности, занимается со зрителями любовью — на более высоком, чем физический, уровне. «Секс — ближайшее, что можно взять для сравнения, но это больше, чем секс. Я чувствую себя обдолбленной счастьем. Я хочу делать это снова и снова, до тех пор, пока счастье не иссякает», — говорила она в 1968 году в интервью журналу «Тайм».
Джоплин рассказывала, что в каждую песню погружается полностью, отключаясь от внешнего мира. «Когда я там, я не здесь. Я не могу рассказывать о том, как пою. Я внутри своего пения. Как можно описать то, в чём находишься?» — недоумевала она, отвечая на соответствующий вопрос.
Рассказывая о песне «Ball and Chain» (которую она называла самой для себя мучительной), Джоплин говорила, что каждый раз вынуждена «нырять в собственный разум». «Я не могу спеть её просто так, без усилий. Понимаете, в песне возникает гигантская дыра, которая в сущности есть я сама — и мне нужно её чем-то заполнить. И я заполняю её — снова собой! Это действительно истощает». Во́лны сценических «оргазмов» она описывала так: «Наступает своего рода приступ — это мучительный момент. Потом он проходит — и вроде бы ты помнишь его, но воспроизвести не можешь вплоть до следующего момента, когда происходит такое. И снова это нисходит на тебя, и снова исчезает. Это как оргазм: вспомнить, какой он, невозможно, но… всё равно ты помнишь его».

В интервью журналу «Ньюсуик» в феврале 1969 года Джоплин так говорила о своих ощущениях на сцене:
Это всё — чувство. Нечто накатывающее на тебя, напоминающее секс, но выше по смыслу. Любовь, страсть, тепло — всё, что прикасается к нам изнутри и доставляет такое наслаждение. Секс тут — только одна составляющая. Во время пения я не думаю. Я просто закрываю глаза и ощущаю… ощущаю кайф.Оригинальный текст (англ.)It’s all feeling. That rolling good thing like sex, but much larger in concept. It’s that love, lust, warmth, touching thing inside our bodies that everybody digs. Sex is just one of the things in it. When I’m singing I’m not thinking. I’m just closing my eyes and feeling, feeling good.
По-видимому, сходные ощущения испытывал зрительский зал. Многие из побывавших на её концертах говорили о чисто сексуальном возбуждении. Лора Джоплин в своей биографии цитировала письмо фэна: «Я не был знаком с ней, но я знаю её. Потому что, когда слушаешь её, ты словно бы покидаешь своё тело и отдаёшься движению. Она — чистая энергия».

### Критика стиля
Некоторые музыкальные критики (в основном из числа джазовых специалистов) выражали негативное отношение к попыткам белой певицы исполнять чёрный блюз. «Неудивительно, что андеграундная пресса влюбилась в Big Brother с первого взгляда, ведь группа — длинноволосые блондины из среднего класса, притворяющиеся неграми, — служит воплощением хиппиозной фантазии», — писал обозреватель Sunday New York Times Уильям Кломан об альбоме Cheap Thrills. Такая культурологическая экспансия, по мнению критика, сродни дурной пародии; «какая-то соул-пластмасса, где нет ни юмора, ни какой бы то ни было внутренней цельности». Кломан отмечал, что у Джоплин есть задатки блюзовой певицы, но она, в основном, «следует инстинкту», перенапрягая свой нетренированный голос. Впрочем, обаяние певицы, признавал он, «отчасти и состоит в том, что она не понимает, что делает»; в противном случае это снизило бы эмоциональный накал её выступлений. Похожие взгляды выражал и Мартин Уильямс, критик журнала Down Beat, выражавший удивление тем, что к такому «неловкому перекрашиванию» (англ. the embarrassing blackface), ставшему популярным в роке, со странной снисходительностью относятся те самые специалисты, которые осуждают подобное поведение в джазе.
Рок-критики, в большинстве своём, восторженно отзывались о сценическом действе Джоплин, но были и исключения. Одна из самых отрезвляющих статей появилась в журнале Rolling Stone.

Несомненно, потенциал действительно великой рок-певицы <в её сценическом выступлении> просматривается. Но так же очевидна печально знаменитая и совершенно убийственная тенденция к вокальной чрезмерности. Дженис не столько поёт песню, сколько душит её до смерти у всех на глазах. Зрелище это возбуждающее, но неприятное. Оно имеет куда больше отношения к карнавальному эксгибиоционизму, чем к музыкальному искусству.Оригинальный текст (англ.)The potential to become a genuinely great rock singer is still there, but so are the infamous and disheartening Joplin tendencies toward vocal overkill. Indeed, Janis doesn’t so much sing a song as to strangle it to death right in front of you. It’s an exciting, albeit, grisly, event to behold. But it would seem to belong more to the realm of carnival exhibition than musical performance.— Пол Нельсон. Rolling Stone. 15 марта 1969 года
Автор статьи в Rolling Stone цитировал слова театрального критика Кеннета Тайнена, который писал о Ричарде Бертоне: «Без какой бы то ни было логики или последовательности он бросался от удушающих рыданий к невыносимому рёву, совершенно не предлагая <зрителю> среднего регистра, на котором можно было бы остановить внимание. Это выступление… временами было грандиозно, но нельзя было не заметить… отсутствия самой сути». Нельсон, полагая, что та же оценка применима к искусству Джоплин, добавлял: «Суть-то как раз у неё есть; трагедия в том, что она так до сих пор и не смогла эту свою суть правильно выразить».

## Посмертные издания, публикации и трибьюты
После смерти певицы, в 1972—1973 годах вышли несколько биографических книг, привлёкших к себе внимание широкой общественности. Высокую оценку получила «Buried Alive: The Biography of Janis Joplin» — биография Майры Фридман, которая три года работала пресс-агентом Джоплин и, как отмечалось рецензентами, оставалась в течение этого времени, возможно, единственным действительно близким ей человеком.
В качестве обратного примера — биографии скандальной, не способствующей более глубокому пониманию характера Джоплин, — приводилась книга «Going Down With Janis», которую написала Пегги Казерта в соавторстве с Лайлом Стюартом. «Книга граничит с порнографией и открывает только одну истину: секс и героин несовместимы», — отмечал рецензент New York Times Book Review.
Из музыкальных посмертных релизов особо отмечался саундтрек к фильму «Janis» (1975), для которого были найдены (по словам рецензента Дж. Макдермотта) «сырые, но бесценные» записи выступлений певицы 1963—1964 годов. Allmusic, напротив, невысоко оценил этот релиз, отметив, что в угоду архивистам были исключены два ключевых трека, «Piece of My Heart» и «Cry Baby», звучащих в фильме. Сам фильм, снятый режиссёром Ховардом Элком (при участии Альберта Гроссмана) вышел за год до этого: сюда вошли выступления Джоплин в телепрограмме Дика Калверта 1970 года, её концерт в Вудстоке (1969), телефрагмент 1967 года, а также съёмки, сделанные в ходе европейских гастролей 1969 года.

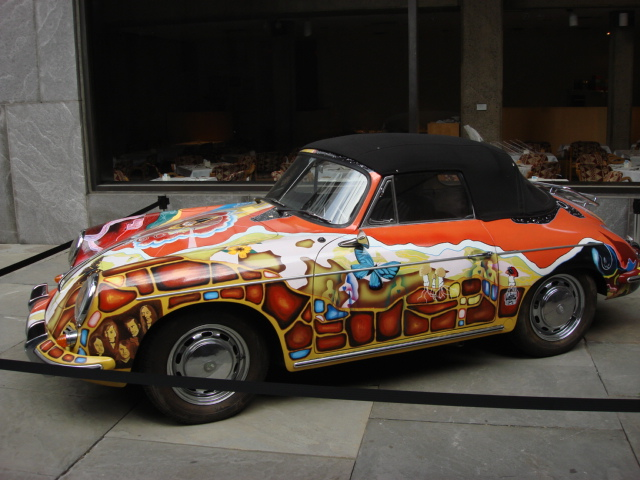
Автомобиль Porsche 356, принадлежавший Дженис Джоплин.
Он находится в Музее Зала славы рок-н-ролла, но экспонировался также на Выставке психоделического искусства в Хьюстонском музее.

В 1979 году вышел фильм «Роза», рассказывавший историю рок-певицы, которая ведёт саморазрушительный образ жизни, будучи не в силах справиться с требованиями карьеры и диктатом безжалостного менеджера. Прототипом для первоисточника (книги Билла Кёрби) послужила история жизни и творчества Дженис Джоплин; фильм снял режиссёр Билл Райделл. Бетт Мидлер сыграла главную роль и была номинирована на «Оскара» за лучшую женскую роль.
В 1991 году в воскресной школе порт-Артура была найдена картина «Jesus in Gethsemane», написанная (в реалистическом ключе, как и три других, ранее уже известных) маслом на холсте тринадцатилетней Дженис Лин Джоплин. Она была выставлена в Museum of Gulf Coast. В ноябре 1991 года коллекция из трёхсот экспонатов, так или иначе имеющих отношение к Джоплин, вошла в экспозицию, открывшуюся в музее Зала славы рок-н-ролла. На церемонии открытия выставки присутствовали Дэвид Гетц, Сэм Эндрю, Джеймс Гёрли и Питер Албин, участники Big Brother & the Holding Company. Среди экспонатов Музея Зала славы был и её Porsche 356, раскрашенный в стиле психоделического искусства. В 1995 году Дженис Джоплин была введена в Зал славы рок-н-ролла — посмертно.
В 1992 году увидела свет книга Лоры Джоплин «Love, Janis» (издательство Villard), в которой «Дженис-скромная провинциалка и Дженис-суперзвезда оказались словно бы выведены по разные стороны одной монеты». В конце 1990-х годов при участии Сэма Эндрю в качестве музыкального режиссёра был поставлен мюзикл по книге «Love, Janis», который с успехом прошёл на Бродвее. В главной роли были задействованы многие известные исполнительницы, в том числе Лора Браниган и Бет Харт.
В 2005 году члены семьи Джоплин получили специальную награду Грэмми (англ. Grammy Lifetime Achievement Award). В 2009 году творчество Дженис Джоплин легло в основу тематических концертов и лекций серии American Music Master, проходящих ежегодно в Зале славы.
В 2007 году Пенелопи Сфирис начала работу над байопиком «Gospel According to Janis» («Евангелие от Дженис») с Зои Дешанель в главной роли. Работа была приостановлена, релиз отложен до 2012 года.
В 2012 году Фернанду Мейреллиш планировал снять байопик с Эми Адамс в главной роли.
В 2015 году вышел документальный фильм «Дженис: маленькая девочка грустит», режиссёр Эми Берг. Он был показан на документальной секции Международного кинофестиваля в Торонто — 2015).

## Фильмы о Дженис Джоплин
- «Роза» (1979)
- JANIS JOPLIN: SOUTHERN DISCOMFORT(2000)
- «Дженис: маленькая девочка грустит» (2015)[76], режиссёр Эми Берг

## Дискография
| Janis Joplin & Jorma Kaukonen - The Typewriter Tape (1964) Big Brother and the Holding Company - Big Brother & the Holding Company (1967) - Cheap Thrills (1968) - Live at Winterland '68 (1998) Kozmic Blues Band - I Got Dem Ol' Kozmic Blues Again Mama! (1969) Full Tilt Boogie Band - Pearl (1971, посмертно) Big Brother / Full Tilt Boogie Band - In Concert (1972) | - «Kozmic Blues» (CBS, 1969) - «Me And Bobby McGee»/«Half Moon» (Columbia/CBS, 1970) - «Cry Baby»/«Mercedes Benz» (Columbia/СBS, 1971) - «Get It While You Can»/«Move Over» (CBS, 1971) - «Mercedes Benz» (Columbia, 2003) - Janis Joplin’s Greatest Hits (1972) - Janis (1975, двойной альбом) - Anthology (1980) - Farewell Song (1982) - Cheaper Thrills (1984) - Janis (1993) - 18 Essential Songs (1995) - The Collection (1995) - Live at Woodstock: August 19, 1969 (1999) - Box of Pearls (1999) - Super Hits (2000) |  |